# Blokada wojenna
Blokada wojenna – jeden ze sposobów prowadzenia walki zbrojnej polegającej na izolowaniu siłami zbrojnymi części lub całości terytorium kraju (koalicji, układu, paktu państw) przeciwnika, określonego zgrupowania jego wojsk, portów morskich bądź innych ośrodków politycznych i obiektów (miast, twierdz) od zewnątrz w celu wstrzymania dopływu świeżych sił, zaopatrzenia itp., co pozwala na stworzenie warunków do szybkiego rozbicia przeciwnika lub zmuszenia go do kapitulacji. Blokadę wojenną przeprowadza się przy pomocy wszystkich rodzajów sił zbrojnych. 
W zależności od charakteru stosowanych środków i położenia geograficznego blokowanego obiektu rozróżnia się:
- blokadę lądową;
- blokadę powietrzną;
- blokadę morską;
- blokadę mieszaną:
  - lądowo-powietrzną;
  - powietrzno-morską;
  - lądowo-powietrzno-morską.

Podział blokady wojennej w zależności od rozwiązywanych zadań i rozmachu:
- blokada strategiczna;
- blokada operacyjna;
- blokada taktyczna.

Blokadę wojenną często poprzedza blokada polityczna, ekonomiczna i dyplomatyczna.